# صامويل تيتيه
صامويل تيتيه (بالإنجليزية: Samuel Tetteh)‏ (28 يوليو 1996 غانا - ) هو لاعب كرة قدم غاني، شارك في كأس الأمم الأفريقية 2017.

## وصلات خارجية
صامويل تيتيه على موقع اتحاد تركيا (لاعب) (الإنجليزية)
- صامويل تيتيه على موقع الدوري الأمريكي (الإنجليزية)
- صامويل تيتيه على موقع قاعدة بيانات كرة القدم.إي يو (الإنجليزية)
- صامويل تيتيه على موقع ناشيونال فوتبول تيمز (الإنجليزية)
- صامويل تيتيه على موقع Soccerway.com (الإنجليزية)
- صامويل تيتيه على موقع عالم كرة القدم.نت (الإنجليزية)